# Carlos Julio Eizmendi
Carlos Julio Eizmendi Lovisetto (Lascano, Rocha, 7 de febrero de 1932-Montevideo, 21 de mayo de 1985), conocido como Becho Eizmendi, fue un violinista uruguayo.

## Primeros años
Era hijo del peluquero Ángel Eizmendi Méndez y de la maestra Herlinda Lovisetto Agresta. A los cinco años fue inscrito en la Escuela de Varones N.º 74 de Lascano en segundo año, ya que en su hogar fue asimilando naturalmente el programa de primero.
Inició sus estudios musicales a los ocho años con el maestro Camilo Boronat, director de la Banda de Música de Lascano y tiempo después, comenzó a ejecutar el saxo en esa agrupación musical. Fue alumno fundador del liceo de Lascano. Simultáneamente viajaba a Treinta y Tres para seguir sus estudios de violín. Una vez terminados sus estudios preparatorios, pasó a residir en Montevideo, ingresó a la Facultad de Derecho de la Universidad de la República y prosiguió sus estudios musicales con diferentes profesores.
A los 17 años realizó su primer concierto en el teatro "25 de Mayo" de Rocha y a los 21 años ingresó por concurso a la Orquesta Sinfónica del SODRE dando conciertos en todo el país. Luego de permanecer 18 años en el SODRE, viajó al exterior dando innumerables conciertos en La Habana, Hamburgo, París y Múnich.
Fue contratado por la Orquesta Sinfónica de Maracaibo, Venezuela y por la Orquesta Sinfónica de La Paz, Bolivia, donde además fue director del Conservatorio Musical. De regreso a Uruguay, volvió al SODRE y tiempo después viajó nuevamente a Europa, integrando por invitación la Orquesta Filarmónica de Múnich.
En oportunidad de su tercer viaje a Europa, acompañado por su esposa, la oboísta uruguaya Ana Corti, recorrió numerosos países y actuó en la Orquesta Filarmónica de la Ópera en el Teatro del Liceu de Barcelona, España.
Falleció el 21 de mayo de 1985 en el Hospital de Clínicas de Montevideo a la edad de 53 años.
En junio de 2005, por ley se designó a la Escuela N.º 93 de la ciudad de Lascano con el nombre de "Carlos Julio ‘Becho’ Eizmendi".
También se nombró a la calle del Liceo de Lascano en honor a él. Y posee un monumento en la misma calle

## Su relación con Zitarrosa
Alfredo Zitarrosa, conmovido por la manera de tocar el violín de Becho Eizmendi, compuso la milonga El violín de Becho, canción que se hizo famosa. Herlinda Lovisetto, su madre, fundadora y directora del Liceo de Lascano, votante del Partido Colorado y de orientación batllista durante toda su vida, fue destituida de su cargo por la dictadura cívico-militar uruguaya simplemente por ser la madre de quien había inspirado a un artista prohibido y declarado "persona peligrosa".

## Discografía
- Becho y su violín (Ayuí / Tacuabé a/d9. 1972)